# Liste der Sieger des Giro d’Italia
Die Liste der Sieger des Giro d’Italia führt die Sieger der Gesamtwertung (seit 1931 im Maglia Rosa), die Gewinner der Bergwertung (seit 2012 im Maglia Azzurra), die Gewinner der Punktewertung (seit 2010 im Maglia Rossa) und die Gewinner der Nachwuchswertung (seit 1967 im Maglia Bianca).
| Jahr    | Gesamtwertung                        | Bergwertung                          | Punktewertung                        | Nachwuchswertung                     |
| ------- | ------------------------------------ | ------------------------------------ | ------------------------------------ | ------------------------------------ |
| 1909    | Luigi Ganna                          |                                      |                                      |                                      |
| 1910    | Carlo Galetti                        |                                      |                                      |                                      |
| 1911    | Carlo Galetti                        |                                      |                                      |                                      |
| 1912    | Atala (nur Teamwertung)              |                                      |                                      |                                      |
| 1913    | Carlo Oriani                         |                                      |                                      |                                      |
| 1914    | Alfonso Calzolari                    |                                      |                                      |                                      |
| 1915–18 | Erster Weltkrieg (keine Austragung)  | Erster Weltkrieg (keine Austragung)  | Erster Weltkrieg (keine Austragung)  | Erster Weltkrieg (keine Austragung)  |
| 1919    | Costante Girardengo                  |                                      |                                      |                                      |
| 1920    | Gaetano Belloni                      |                                      |                                      |                                      |
| 1921    | Giovanni Brunero                     |                                      |                                      |                                      |
| 1922    | Giovanni Brunero                     |                                      |                                      |                                      |
| 1923    | Costante Girardengo                  |                                      |                                      |                                      |
| 1924    | Giuseppe Enrici                      |                                      |                                      |                                      |
| 1925    | Alfredo Binda                        |                                      |                                      |                                      |
| 1926    | Giovanni Brunero                     |                                      |                                      |                                      |
| 1927    | Alfredo Binda                        |                                      |                                      |                                      |
| 1928    | Alfredo Binda                        |                                      |                                      |                                      |
| 1929    | Alfredo Binda                        |                                      |                                      |                                      |
| 1930    | Luigi Marchisio                      |                                      |                                      |                                      |
| 1931    | Francesco Camusso                    |                                      |                                      |                                      |
| 1932    | Antonio Pesenti                      |                                      |                                      |                                      |
| 1933    | Alfredo Binda                        | Alfredo Binda                        |                                      |                                      |
| 1934    | Learco Guerra                        | Remo Bertoni                         |                                      |                                      |
| 1935    | Vasco Bergamaschi                    | Gino Bartali                         |                                      |                                      |
| 1936    | Gino Bartali                         | Gino Bartali                         |                                      |                                      |
| 1937    | Gino Bartali                         | Gino Bartali                         |                                      |                                      |
| 1938    | Giovanni Valetti                     | Giovanni Valetti                     |                                      |                                      |
| 1939    | Giovanni Valetti                     | Gino Bartali                         |                                      |                                      |
| 1940    | Fausto Coppi                         | Gino Bartali                         |                                      |                                      |
| 1941–45 | Zweiter Weltkrieg (keine Austragung) | Zweiter Weltkrieg (keine Austragung) | Zweiter Weltkrieg (keine Austragung) | Zweiter Weltkrieg (keine Austragung) |
| 1946    | Gino Bartali                         | Gino Bartali                         |                                      |                                      |
| 1947    | Fausto Coppi                         | Gino Bartali                         |                                      |                                      |
| 1948    | Fiorenzo Magni                       | Fausto Coppi                         |                                      |                                      |
| 1949    | Fausto Coppi                         | Fausto Coppi                         |                                      |                                      |
| 1950    | Hugo Koblet                          | Hugo Koblet                          |                                      |                                      |
| 1951    | Fiorenzo Magni                       | Louison Bobet                        |                                      |                                      |
| 1952    | Fausto Coppi                         | Raphaël Géminiani                    |                                      |                                      |
| 1953    | Fausto Coppi                         | Pasquale Fornara                     |                                      |                                      |
| 1954    | Carlo Clerici                        | Fausto Coppi                         |                                      |                                      |
| 1955    | Fiorenzo Magni                       | Gastone Nencini                      |                                      |                                      |
| 1956    | Charly Gaul                          | Charly Gaul                          |                                      |                                      |
| 1957    | Gastone Nencini                      | Raphaël Géminiani                    |                                      |                                      |
| 1958    | Ercole Baldini                       | Jean Brankart                        |                                      |                                      |
| 1959    | Charly Gaul                          | Charly Gaul                          |                                      |                                      |
| 1960    | Jacques Anquetil                     | Rik Van Looy                         |                                      |                                      |
| 1961    | Arnaldo Pambianco                    | Vito Taccone                         |                                      |                                      |
| 1962    | Franco Balmamion                     | Angelino Soler                       |                                      |                                      |
| 1963    | Franco Balmamion                     | Vito Taccone                         |                                      |                                      |
| 1964    | Jacques Anquetil                     | Franco Bitossi                       |                                      |                                      |
| 1965    | Vittorio Adorni                      | Franco Bitossi                       |                                      |                                      |
| 1966    | Gianni Motta                         | Franco Bitossi                       | Gianni Motta                         |                                      |
| 1967    | Felice Gimondi                       | Aurelio González Puente              | Dino Zandegù                         |                                      |
| 1968    | Eddy Merckx                          | Eddy Merckx                          | Eddy Merckx                          |                                      |
| 1969    | Felice Gimondi                       | Claudio Michelotto                   | Franco Bitossi                       |                                      |
| 1970    | Eddy Merckx                          | Martin Van Den Bossche               | Franco Bitossi                       |                                      |
| 1971    | Gösta Pettersson                     | José Manuel Fuente                   | Marino Basso                         |                                      |
| 1972    | Eddy Merckx                          | José Manuel Fuente                   | Roger De Vlaeminck                   |                                      |
| 1973    | Eddy Merckx                          | José Manuel Fuente                   | Eddy Merckx                          |                                      |
| 1974    | Eddy Merckx                          | José Manuel Fuente                   | Roger De Vlaeminck                   |                                      |
| 1975    | Fausto Bertoglio                     | Francisco Galdós Andrés Oliva        | Roger De Vlaeminck                   |                                      |
| 1976    | Felice Gimondi                       | Andrés Oliva                         | Francesco Moser                      | Alfio Vandi                          |
| 1977    | Michel Pollentier                    | Faustino Fernández Ovies             | Francesco Moser                      | Mario Beccia                         |
| 1978    | Johan De Muynck                      | Ueli Sutter                          | Francesco Moser                      | Roberto Visentini                    |
| 1979    | Giuseppe Saronni                     | Claudio Bortolotto                   | Giuseppe Saronni                     | Silvano Contini                      |
| 1980    | Bernard Hinault                      | Claudio Bortolotto                   | Giuseppe Saronni                     | Tommy Prim                           |
| 1981    | Giovanni Battaglin                   | Claudio Bortolotto                   | Giuseppe Saronni                     | Giuseppe Faraca                      |
| 1982    | Bernard Hinault                      | Lucien Van Impe                      | Francesco Moser                      | Marco Groppo                         |
| 1983    | Giuseppe Saronni                     | Lucien Van Impe                      | Giuseppe Saronni                     | Franco Chioccioli                    |
| 1984    | Francesco Moser                      | Laurent Fignon                       | Urs Freuler                          | Charly Mottet                        |
| 1985    | Bernard Hinault                      | José Luis Navarro                    | Johan van der Velde                  | Marco Giovannetti                    |
| 1986    | Roberto Visentini                    | Pedro Muñoz                          | Guido Bontempi                       | Marco Giovannetti                    |
| 1987    | Stephen Roche                        | Robert Millar                        | Johan van der Velde                  | Roberto Conti                        |
| 1988    | Andrew Hampsten                      | Andrew Hampsten                      | Johan van der Velde                  | Stefano Tomasini                     |
| 1989    | Laurent Fignon                       | Luis Herrera                         | Giovanni Fidanza                     | Wolodymyr Pulnikow                   |
| 1990    | Gianni Bugno                         | Claudio Chiappucci                   | Gianni Bugno                         | Wolodymyr Pulnikow                   |
| 1991    | Franco Chioccioli                    | Iñaki Gastón                         | Claudio Chiappucci                   | Massimiliano Lelli                   |
| 1992    | Miguel Induráin                      | Claudio Chiappucci                   | Mario Cipollini                      | Pawel Tonkow                         |
| 1993    | Miguel Induráin                      | Claudio Chiappucci                   | Adriano Baffi                        | Pawel Tonkow                         |
| 1994    | Jewgeni Bersin                       | Pascal Richard                       | Dschamolidin Abduschaparov           | Jewgeni Bersin                       |
| 1995    | Tony Rominger                        | Mariano Piccoli                      | Tony Rominger                        |                                      |
| 1996    | Pawel Tonkow                         | Mariano Piccoli                      | Fabrizio Guidi                       |                                      |
| 1997    | Ivan Gotti                           | José Jaime González                  | Mario Cipollini                      |                                      |
| 1998    | Marco Pantani                        | Marco Pantani                        | Mariano Piccoli                      |                                      |
| 1999    | Ivan Gotti                           | José Jaime González                  | Laurent Jalabert                     |                                      |
| 2000    | Stefano Garzelli                     | Francesco Casagrande                 | Dmitri Konyschew                     |                                      |
| 2001    | Gilberto Simoni                      | Fredy González                       | Massimo Strazzer                     |                                      |
| 2002    | Paolo Savoldelli                     | Julio Pérez Cuapio                   | Mario Cipollini                      |                                      |
| 2003    | Gilberto Simoni                      | Fredy González                       | Gilberto Simoni                      |                                      |
| 2004    | Damiano Cunego                       | Fabian Wegmann                       | Alessandro Petacchi                  |                                      |
| 2005    | Paolo Savoldelli                     | José Rujano                          | Paolo Bettini                        |                                      |
| 2006    | Ivan Basso                           | Juan Manuel Gárate                   | Paolo Bettini                        |                                      |
| 2007    | Danilo Di Luca                       | Leonardo Piepoli                     | Alessandro Petacchi                  | Andy Schleck                         |
| 2008    | Alberto Contador                     | Emanuele Sella                       | Daniele Bennati                      | Riccardo Riccò                       |
| 2009    | Denis Menschow                       | Stefano Garzelli                     | Denis Menschow                       | Kevin Seeldraeyers                   |
| 2010    | Ivan Basso                           | Matthew Lloyd                        | Cadel Evans                          | Richie Porte                         |
| 2011    | Michele Scarponi                     | Stefano Garzelli                     | Alberto Contador                     | Roman Kreuziger                      |
| 2012    | Ryder Hesjedal                       | Matteo Rabottini                     | Joaquim Rodríguez                    | Rigoberto Urán                       |
| 2013    | Vincenzo Nibali                      | Stefano Pirazzi                      | Mark Cavendish                       | Carlos Betancur                      |
| 2014    | Nairo Quintana                       | Julián Arredondo                     | Nacer Bouhanni                       | Nairo Quintana                       |
| 2015    | Alberto Contador                     | Giovanni Visconti                    | Giacomo Nizzolo                      | Fabio Aru                            |
| 2016    | Vincenzo Nibali                      | Mikel Nieve                          | Giacomo Nizzolo                      | Bob Jungels                          |
| 2017    | Tom Dumoulin                         | Mikel Landa                          | Fernando Gaviria                     | Bob Jungels                          |
| 2018    | Chris Froome                         | Chris Froome                         | Elia Viviani                         | Miguel Ángel López                   |
| 2019    | Richard Carapaz                      | Giulio Ciccone                       | Pascal Ackermann                     | Miguel Ángel López                   |
| 2020    | Tao Geoghegan Hart                   | Ruben Guerreiro                      | Arnaud Démare                        | Tao Geoghegan Hart                   |
| 2021    | Egan Bernal                          | Geoffrey Bouchard                    | Peter Sagan                          | Egan Bernal                          |
| 2022    | Jai Hindley                          | Koen Bouwman                         | Arnaud Démare                        | Juan Pedro López                     |
| 2023    | Primož Roglič                        | Thibaut Pinot                        | Jonathan Milan                       | João Almeida                         |
| 2024    | Tadej Pogačar                        | Tadej Pogačar                        | Jonathan Milan                       | Antonio Tiberi                       |
| 2025    | Simon Yates                          | Lorenzo Fortunato                    | Mads Pedersen                        | Isaac Del Toro                       |

## Mehrfachsieger
| #  | Name                | Siege | Zweiter | Dritter | Siegjahre                    |
| -- | ------------------- | ----- | ------- | ------- | ---------------------------- |
| 1  | Fausto Coppi        | 5     | 2       | 0       | 1940, 1947, 1949, 1952, 1953 |
| 2  | Alfredo Binda       | 5     | 1       | 0       | 1925, 1927, 1928, 1929, 1933 |
| 3  | Eddy Merckx         | 5     | 0       | 0       | 1968, 1970, 1972, 1973, 1974 |
| 4  | Gino Bartali        | 3     | 4       | 0       | 1936, 1937, 1946             |
| 5  | Felice Gimondi      | 3     | 2       | 4       | 1967, 1969, 1976             |
| 6  | Giovanni Brunero    | 3     | 2       | 1       | 1921, 1922, 1926             |
| 7  | Fiorenzo Magni      | 3     | 2       | 0       | 1948, 1951, 1955             |
| 8  | Bernard Hinault     | 3     | 0       | 0       | 1980, 1982, 1985             |
| 10 | Vincenzo Nibali     | 2     | 2       | 2       | 2013, 2016                   |
| 10 | Jacques Anquetil    | 2     | 2       | 2       | 1960, 1964                   |
| 12 | Gilberto Simoni     | 2     | 1       | 4       | 2001, 2004                   |
| 13 | Giuseppe Saronni    | 2     | 1       | 1       | 1979, 1983                   |
| 14 | Paolo Savoldelli    | 2     | 1       | 0       | 2002, 2005                   |
| 14 | Costante Girardengo | 2     | 1       | 0       | 1919, 1923                   |
| 14 | Franco Balmamion    | 2     | 1       | 0       | 1962, 1963                   |
| 14 | Carlo Galetti       | 2     | 1       | 0       | 1910, 1911                   |
| 14 | Giovanni Valetti    | 2     | 1       | 0       | 1938, 1939                   |
| 19 | Charly Gaul         | 2     | 0       | 2       | 1956, 1959                   |
| 20 | Miguel Indurain     | 2     | 0       | 1       | 1992, 1993                   |
| 20 | Ivan Basso          | 2     | 0       | 1       | 2006, 2010                   |
| 22 | Ivan Gotti          | 2     | 0       | 0       | 1997, 1999                   |
| 22 | Alberto Contador    | 2     | 0       | 0       | 2008, 2015                   |

Stand: Mai 2024